# Hanviller
Hanviller é uma comuna francesa na região administrativa de Grande Leste, no departamento de Mosela. Estende-se por uma área de 8,66 km². Em 2010 a comuna tinha 214 habitantes (densidade: 24,7 hab./km²).